# Jacques Osmont
Pour les articles homonymes, voir Osmont.
Jacques Osmont (né le 20 mars 1954 à L'Aigle) est un coureur cycliste professionnel français. 

## Biographie
Il est le plus jeune frère de Bernard Osmont, également cycliste professionnel. Il participe à deux reprises au Tour de France, en 1980 et 1981, sans toutefois en terminer un seul.

## Palmarès

### Amateur
- Amateur
  - 1968-1979 : 170 victoires[1]
- 1975
  - Circuit du Pévèle
- 1976
  - 2e étape du Tour d'Armor
  - 2e du Grand Prix des Flandres françaises
  - 2e du Tour du Pays d'Auge
- 1977
  - 3e du Grand Prix de la ville de Pérenchies
  - 3e du Chrono Madeleinois
- 1978
  - 4ea étape du Circuit franco-belge
  - 3e étape des Trois Jours de Marck-en-Calaisis

### Palmarès professionnel
- 1980
  - 3e étape du Tour d'Indre-et-Loire
  - 3e du championnat de France de cyclo-cross
- 1981
  - 2e du Grand Prix de Saint-Raphaël

## Résultats sur les grands tours

### Tour de France
2 participations
- 1980 : éliminé (15e étape)
- 1981 : hors-délais (12e étape)